# كوتولا رمادية
الكوتولا الرمادية (باللاتينية: Cotula cinerea) نوع نباتي ينتمي إلى جنس الكوتولا من الفصيلة النجمية.

## البيئة والانتشار
موطنها بلاد الشام ومصر والمغرب العربي.

## مرادفات للاسم العلمي
- (باللاتينية: Brocchia cinerea)